# Agrostis hyemalis
Agrostis hyemalis är en gräsart som först beskrevs av Thomas Walter, och fick sitt nu gällande namn av Britton, Sterns och Justus Ferdinand Poggenburg. Agrostis hyemalis ingår i släktet ven, och familjen gräs. Inga underarter finns listade i Catalogue of Life.

## Bildgalleri

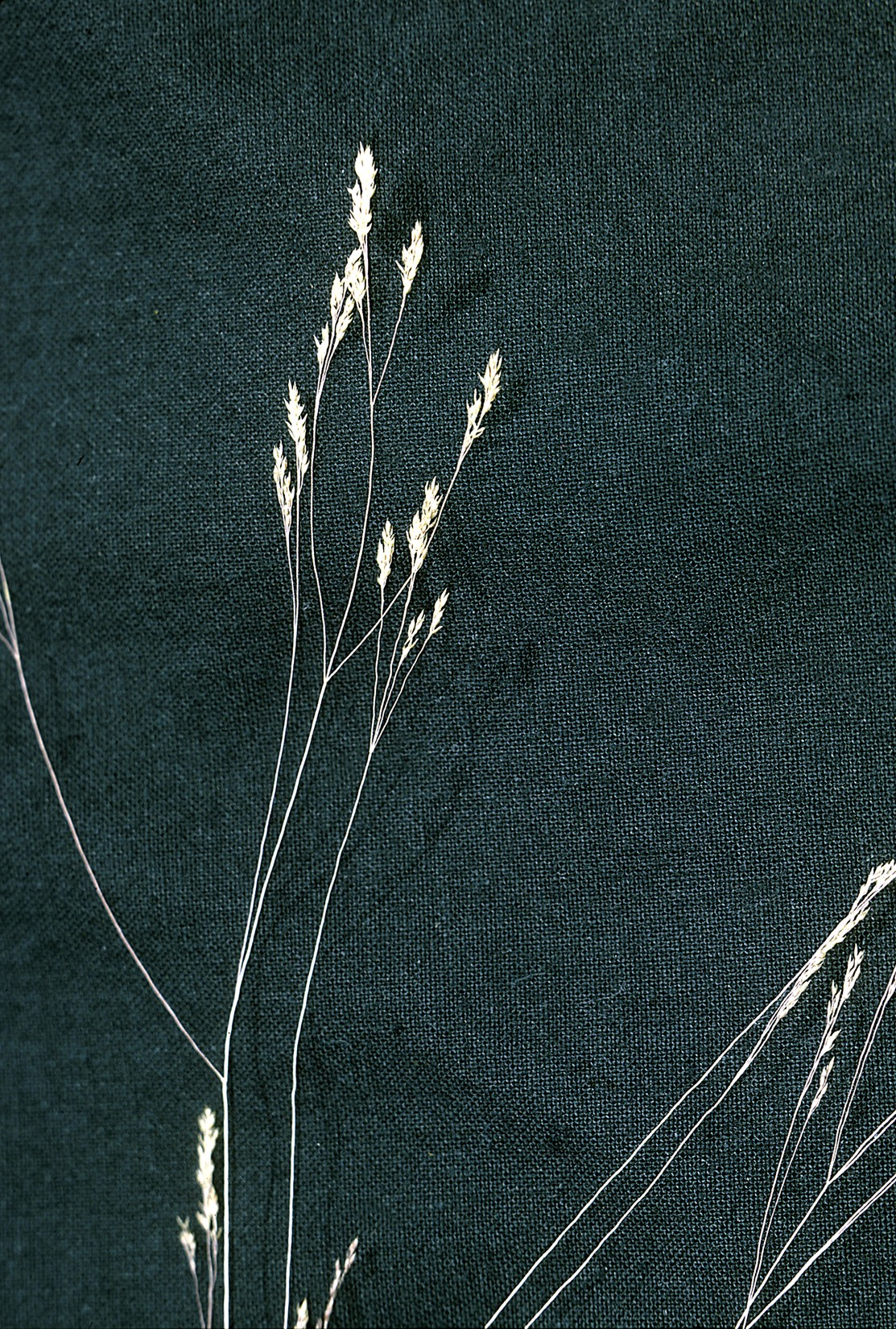